# Oncideres putator
Oncideres putator es una especie de escarabajo longicornio de la subfamilia Lamiinae. Fue descrita científicamente por Thomson en 1868.
Se distribuye por Belice, Guatemala, Honduras y México. Posee una longitud corporal de 15-25 milímetros. El período de vuelo de esta especie ocurre en los meses de enero, febrero, marzo, abril, junio, julio, agosto, septiembre, octubre y noviembre.
Oncideres putator se alimenta de plantas y arbustos de la subfamilia Mimosoideae, entre ellas, algunas especies como Acacia berlandieri, Prosopis juliflora y Vachellia farnesiana.